# Савинкин, Николай Иванович
Николай Иванович Савинкин (1913—1993) — советский военачальник, генерал-полковник (5.05.1976).

## Биография
Родился в 1913 году. Член ВКП(б) с 1937 года.
С 1932 года — на хозяйственной, общественной и политической работе. В 1932—1987 гг. — заместитель начальника районного отдела связи в Московской области, на комсомольской работе, в РККА, начальник Политического отдела бригады, заместитель начальника Отдела кадров Политического управления фронта, инструктор Административного отдела ЦК ВКП(б), заведующий Сектором,
заместитель заведующего, 1-й заместитель заведующего, и. о. заведующего, заведующий Отделом административных органов ЦК КПСС.
Избирался депутатом Верховного Совета СССР 8-го, 9-го, 10-го, 11-го созывов.
На XXIII съезде КПСС был избран членом Центральной ревизионной комиссии.
Умер 24 августа 1993 года в Москве. Похоронен на Троекуровском кладбище.